# Jama (budizem)
Jama (izvirno Yāma) je budistična skupina bogov, ki živi v istoimenskem tretjem nebesnem nadstropju. Živijo 2000 let, en njihov dan pa je enak 200 človeškim letom.